# Malattia congenita

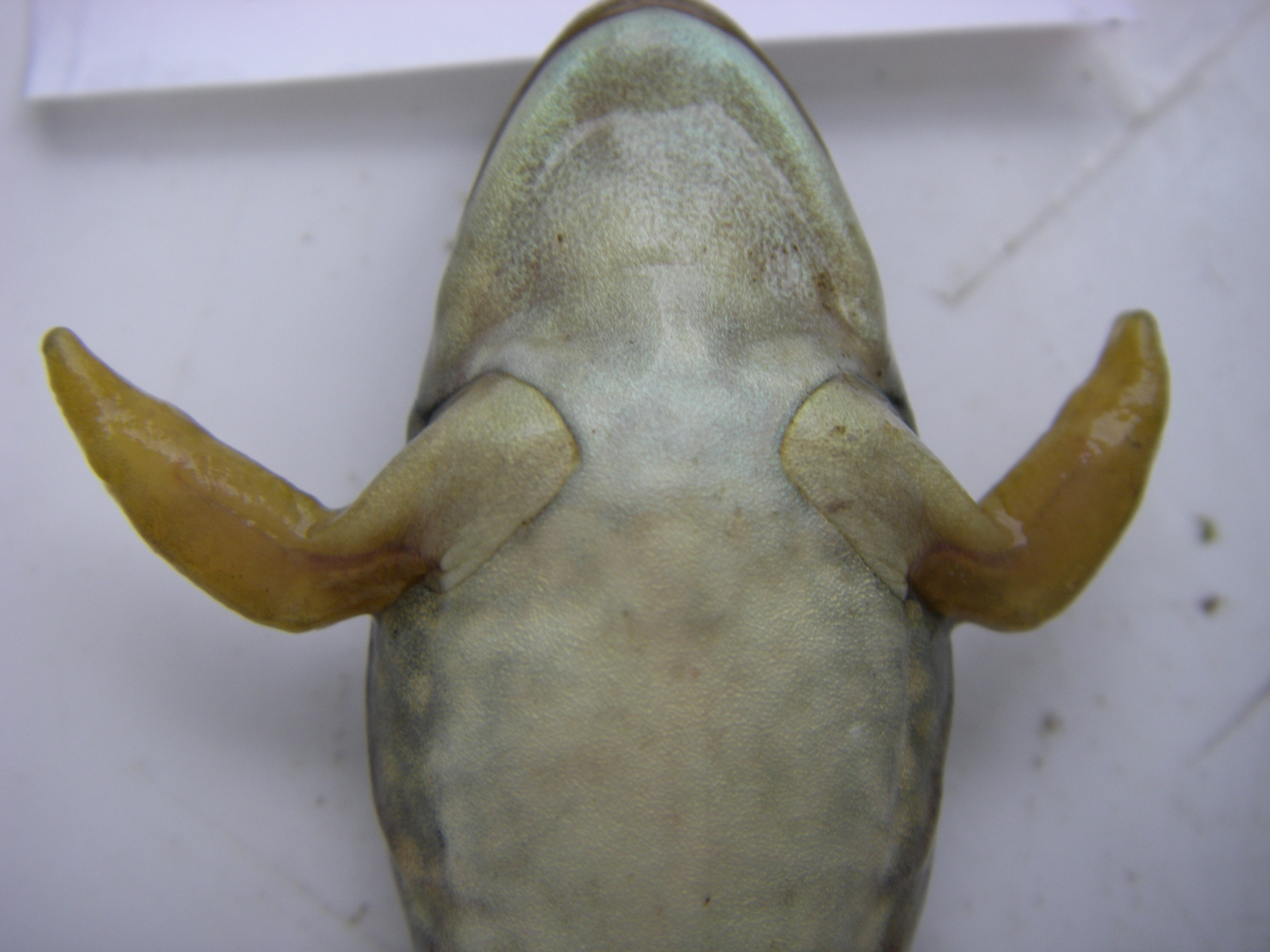
Rana con le zampe anteriori sottosviluppate

Si definisce malattia congenita una malattia o un disordine presente sin dalla nascita.
Una malattia congenita può essere causata da anomalie genetiche, di varia origine (malformazioni causate da agenti chimici, fisici), errata morfogenesi, durante il processo di embriogenesi o nelle fasi finali della gravidanza.
Il termine di disordine congenito non necessariamente si sovrappone o funge da sinonimo per il concetto di malattia genetica. Infatti, mentre il primo è presente fin dalla nascita e può avere diverse cause, anche genetiche, la malattia o disordine genetico ha come causa una anomalia genetica o mutazione, che non necessariamente si evidenzia fin dalla nascita, e può essere o presente solo nel soggetto affetto (mutazioni durante la gametogenesi) o ereditata poiché presente nei genitori.